# Спирея серая
Спире́я се́рая (лат. Spiraéa ×cinérea) — листопадный декоративный кустарник семейства Розовые (Rosaceae). Гибрид между спиреей зверобоелистной (Spiraea hypericifolia) и спиреей беловато-серой (Spiraea cana).

## Биологическое описание
Куст от 90 до 180 см.
Ветви взрослых растений дугообразно изгибаются вниз.
Листья ланцетовидные, сверху серо-зелёные, с нижней стороны светло-серо-зелёные.
Соцветия — щитки, многочисленные, располагаются по всей длине побегов.
Цветки белые.

## В культуре

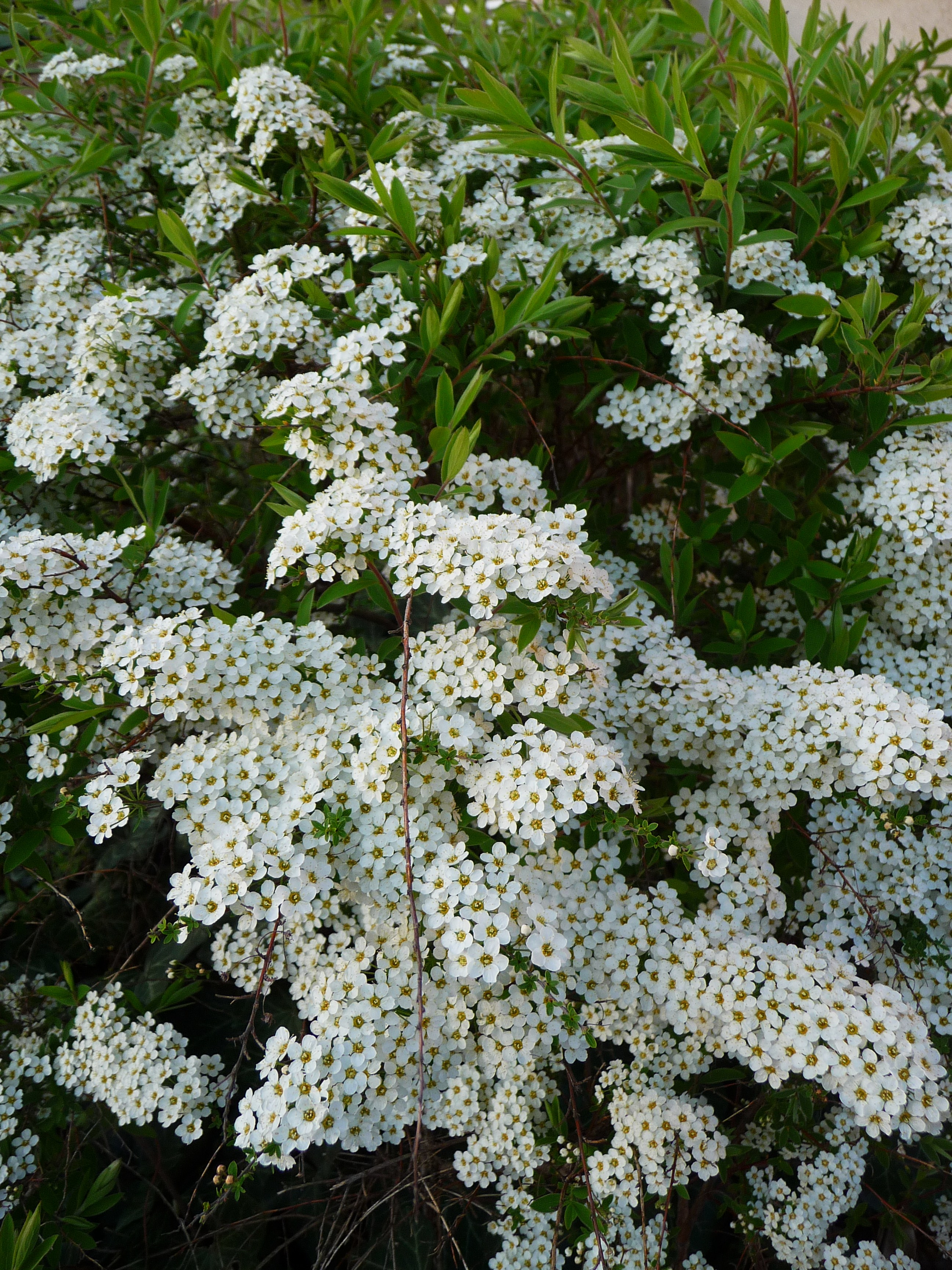

Спирея серая — быстрорастущий декоративный кустарник. Цветёт с апреля до середины июня. Темп роста средний.  В России встречается в районе Сочи и Ялты, а также в Грузии.
USDA-зоны: от 4, до 8.
В ГБС с 1980 года. Высота 1,8 м, диаметр кроны 3 м.
Размножают черенкованием.

## Декоративные формы
- 'Grefsheim'. Высота куста около 1 м. Ветви поникающие. Цветки полностью опадают после окончания цветения.
- 'Graciosa'. Высота куста 80—120 см.